# 19162 Wambsganss
19162 Wambsganss (1990 TZ1) là một tiểu hành tinh vành đai chính được phát hiện ngày 10 tháng 10 năm 1990 bởi L. D. Schmadel và F. Borngen ở Tautenburg.